# Casa Senyorial de Mazsalaca
La Casa Senyorial de Mazsalaca també conegut com a Valtenberga o Casa Senyorial de Valtenberģi (en letó: Valtenberģu muiža) és una mansió a la regió històrica de Vidzeme, a Mazsalaca del nord de Letònia.

## Història
Va ser construïda al voltant de 1780 en estil clàssic alemany. Severament feta malbé per un incendi el 1905, la mansió va ser reparada el 1911 per preservar l'estructura restant. La restauració finalment va ser acabada després de 1925, i l'edifici ha allotjat l'escola secundària Mazsalaca des d'aleshores.